# ترمس ممتلئ
الترمس الممتلئ (باللاتينية: Lupinus onustus) نوع نباتي يتبع جنس الترمس من الفصيلة البقولية المعروفة بقدرتها على تثبيت النيتروجين الجوي من خلال بكتيريا المستجذرة.
موطنه جبال سييرا نيفادا في ولاية كاليفورنيا الأمريكية.

## الوصف النباتي
نبات عشبي معمر قد يصل ارتفاعه إلى 60 سم. أوراقه مركبة كفية، تضم كل واحدة منها من خمس إلى تسع وريقات. الساق موبرة. الأزهار بنفسجية. الثمرة قرن.